# Larche (Corrèze)
Larche is een gemeente in het Franse departement Corrèze (regio Nouvelle-Aquitaine). De plaats maakt deel uit van het arrondissement Brive-la-Gaillarde. Larche telde op 1 januari 2022 1.654 inwoners.

## Geografie
De oppervlakte van Larche bedroeg op 1 januari 2022 5,74 vierkante kilometer; de bevolkingsdichtheid was toen 288,2 inwoners per km².
De onderstaande kaart toont de ligging van Larche met de belangrijkste infrastructuur en aangrenzende gemeenten.

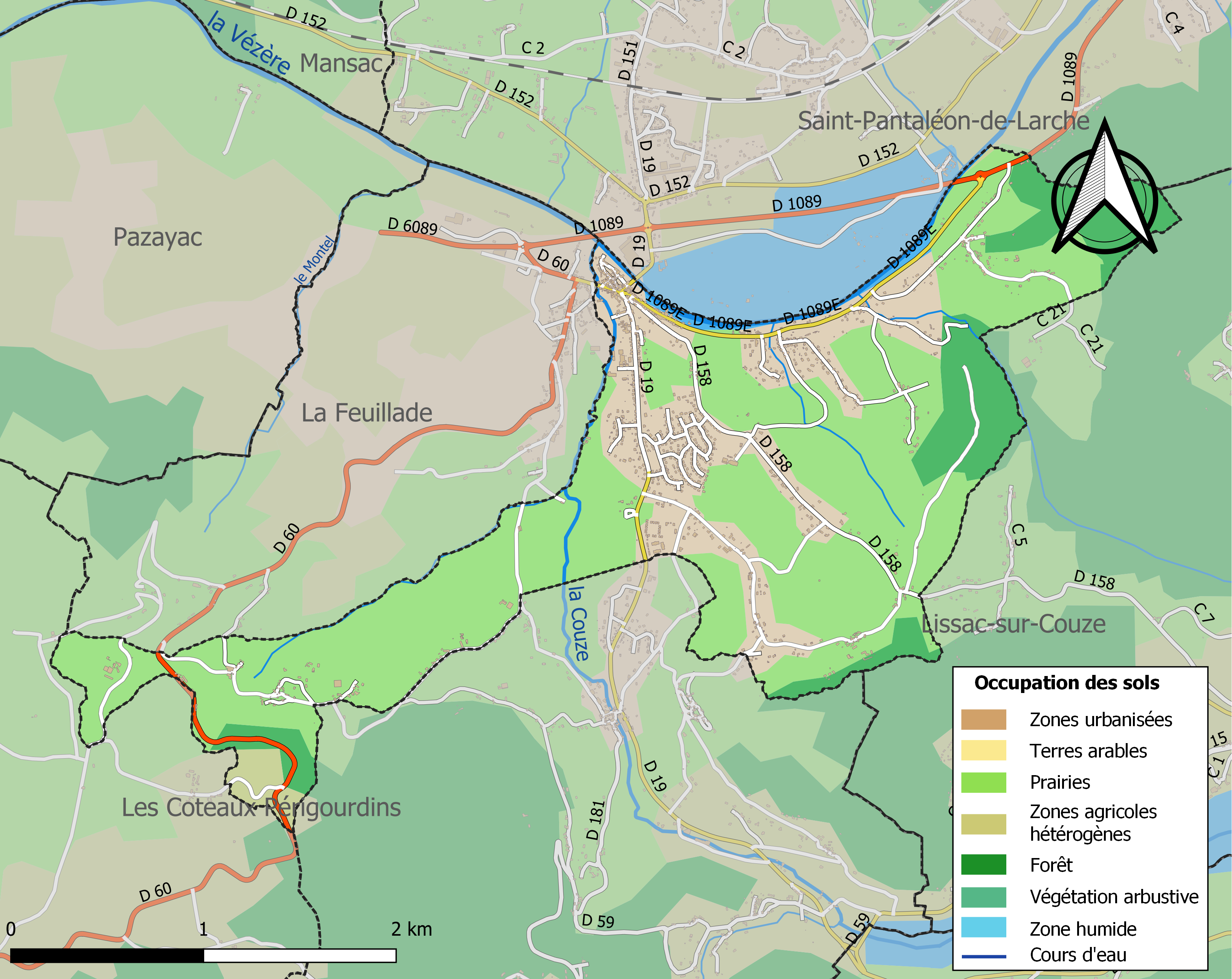

## Demografie
Onderstaande figuur toont het verloop van het inwonertal (bron: INSEE-tellingen).